# Консейсан (Параиба)
Консейсан (порт. Conceição) — муниципалитет в Бразилии, входит в штат Параиба. Составная часть мезорегиона Сертан штата Параиба. Входит в экономико-статистический микрорегион Итапоранга. Население составляет 17 017 человек на 2006 год. Занимает площадь 579,432 км². Плотность населения — 29,4 чел./км².
Праздник города — 8 октября.

## История
Город основан в 1881 году.

## Статистика
- Валовой внутренний продукт на 2003 год составляет 35 857 418,00 реалов (данные: Бразильский институт географии и статистики).
- Валовой внутренний продукт на душу населения на 2003 год составляет 2056,52 реалов (данные: Бразильский институт географии и статистики).
- Индекс развития человеческого потенциала на 2000 год составляет 0,608 (данные: Программа развития ООН).